# 高正月
高正月（1951年1月—）,河北鹿泉人，中华人民共和国政治人物、外交官。

## 生平
1975年，毕业于北京外国语学院，进入中华人民共和国外交部工作。同年，赴墨西哥学院进修。1978年起，先后在驻阿根廷大使馆、外交部美洲大洋洲司、驻尼加拉瓜大使馆、外交部拉丁美洲和加勒比司、驻智利大使馆、驻玻利维亚大使馆任职，后任驻玻利维亚大使馆参赞。2000年，任外交部拉美司参赞。2002年8月，出任中华人民共和国驻巴塞罗那总领事。2007年2月，出任中华人民共和国驻秘鲁大使。2009年8月，出任中华人民共和国驻哥伦比亚大使。2011年9月，自驻哥伦比亚大使离任。

## 家庭
已婚，有一子。

## 荣誉

### 外国勋章奖章
- 秘鲁太阳大十字勋章（秘鲁，2009年6月22日于利马颁发[5]）